# Tipula (Platytipula) hebeiensis
Tipula (Platytipula) hebeiensis is een tweevleugelige uit de familie langpootmuggen (Tipulidae). De soort komt voor in het Palearctisch gebied.